# Maria Maul
Maria Maul FMA (* 18. Februar 1964 in Graz) ist eine österreichische Ordensschwester. Von 2014 bis 2020 war sie die Provinzialoberin der Don-Bosco-Schwestern in der neu errichteten österreichisch-deutschen Provinz mit Sitz in München. Seit 2022 leitet sie den Bereich „Bildung und Kultur“ der Diözese Linz.

## Leben
Maria Maul hatte nach ihrer Matura Kombinierte Religionspädagogik und Deutsche Philologie studiert. Dann entschied sie sich, Don-Bosco-Schwester zu werden. Dort wirkte sie zunächst als Lehrerin an der Bildungsanstalt für Kindergartenpädagogik an den Don-Bosco-Schulen in Vöcklabruck. 1999 übernahm sie die Leitung dieses Schulzweiges.
Neben dieser Arbeit studierte sie Katholische Theologie und promovierte schließlich an der Philosophisch-Theologischen Hochschule Benediktbeuern in Kirchengeschichte.
Vor ihrer Ernennung zur Provinzialoberin war sie bereits gut acht Jahre als Provinzrätin der Österreichischen Provinz tätig. Mit ihrer Ernennung zur Provinzialin folgt sie ihren beiden Vorgängerinnen Schwester Petra Egeling (München) und Schwester Maria Maxwald (Salzburg) nach. Ihre Nachfolgerin war wieder Schwester Petra Egeling.
Seit September 2022 leitet sie den Bereich „Bildung und Kultur“ der Diözese Linz und arbeitet an einem umfassenden Strukturprozess mit.